# Park-šuma Jasikovac
Jasikovac je zaštićeno područje u Hrvatskoj. Nalazi se na širem području grada Gospića.
Prostire se u jugoistočnom dijelu grada, između naselja Žabica, predjela „Trupinovac“ i ceste Gospić – Divoselo te obuhvaća područje površine 86 ha, u cijelosti je omeđena iskopanom grabom ukupne dužine 3,7 km. Šuma je nazvana po austrijskom generalu Jasyku, koji je pokrenuo sadnju drveća na ovom području. Park-šuma Jasikovac bila je poznato izletište i šetalište Gospićana u 19. stoljeću. Prvo veliko propadanje Jasikovca dogodilo se 1943. godine kada je talijanski okupator porušio veliki broj hrastovih stabala. I tijekom cijelog Drugog svjetskog rata napravljene su velike štete u ovoj park šumi. Jasikovac je kasnijih godina malo po malo propadao, no nažalost vrhunac tog propadanja dogodio se 2013. godine kada mu je ukinut status zaštićenog područja.
Status zaštite ove šume je park šuma. Prevladavajuća vegetacija je hrast, a predjel je zaštićen zbog stoljetnosti hrastova u ovoj šumi.
U Jasikovcu su početkom 20. stoljeća bili izgrađeni teniski tereni, gdje je osnovan i najstariji tenis klub u Hrvatskoj, gradski tenis klub "Gospić 1900".
U proljeće se u Jasikovcu organizira kros utrka za djecu i odrasle uz prigodan popratni program. 
Lička ekološka akcija (Lea) pokrenula je ekološku akciju "SOS za Park-šumu Jasikovac" s ciljem, da se obnovi i revitalizira ova vrijedna park-šuma.